# Eric Williams (basket-ball, 1984)
Pour les articles homonymes, voir Eric Williams et Williams.
Ne doit pas être confondu avec Eric Williams (basket-ball).
Eric Williams, né le 26 mars 1984, à Francfort-sur-le-Main, en Allemagne, est un joueur américain de basket-ball. Il évolue au poste de pivot.

## Biographie
En août 2011, il signe au Kazakhstan avec le BC Astana.
En novembre 2013, il signe en France, à Limoges.
En février 2014, il quitte Limoges.
En juillet 2014, Williams signe un nouveau contrat avec le Pallacanestro Cantù.
Williams dispose aussi d'un passeport bulgare.

## Palmarès

### En club
- Champion du Kazakhstan en 2012 avec le BC Astana